# Irqah
Irqa o Irqah o Irka és una ciutat de la costa sud del Iemen a mig camí entre Ahwar i Hawra. Vers 1975 no arribava als 1000 habitants. Era la capital d'un xeicat de la tribu dels dhiebi o dhiab rodejat del territori dels soldans wahidi, i lligat a Gran Bretanya per un tractat especial de protecció signat el 1888. La ciutat era la residència del xeic dels Ba Das una fracció dels dhiebi, la tribu més important de les tribus orientals dels himiars. A la ciutat hi havia un santuari d'un dona anomenada Irqa venerada pels mashayikh locals i pels mariners de pas.
La tribu fou part fins al segle xviii dels dominis dels Banu Amir de la tribu kinda i va esdevenir independent al segle xix. El 1888 el xeic Awad ben Muhammad va signar el tractat de protecció i el xeicat fou inclòs al Protectorat d'Aden; el 1917, per qüestions tribals, fou assignat al Protectorat Oriental d'Aden, encara que en la pràctica va romandre administrat des de la part occidental. No va ingressar a la Federació d'Aràbia del Sud i del 1963 al 1967 va formar part del Protectorat d'Aràbia del Sud. El 1967 va ser incorporat a la República Popular del Iemen del Sud. Des del 1990 és part de la República del Iemen unificada.